# Østerby Havn
Østerby Havn es una localidad situada en el municipio de Læsø, en la región de Jutlandia Septentrional (Dinamarca), con una población en 2012 de unos 288 habitantes.
Se encuentra ubicada en la isla de Læsø, en el estrecho del Kattegat.